# Flexibilité variable
La flexibilité variable est un montage mécanique qui consiste à attaquer un ressort au moyen d'un bras de levier qui varie en fonction de la course, ce qui fait que la raideur du ressort semble varier en fonction de son étirement ou de sa compression.
Ce procédé, qui complexifie le montage, c'est a dire le complique au carré, permet, par exemple, d'attaquer les éléments de suspension d'un véhicule de manière à assurer davantage de souplesse au début de l'enfoncement, donc plus de confort, tout en conservant une bonne raideur en fin d'enfoncement, dont d'éviter à la suspension d'arriver en butée.
En 1947, l'ingénieur français Jean-Albert Grégoire dépose un brevet, concernant la suspension à flexibilité variable, qui reprend le principe des ressorts hélicoïdaux s'adaptant à la charge. Cette innovation lui vaut de recevoir le Prix Monthyon de mécanique, décerné par l'Académie des sciences en 1947. 
On pouvait trouver un tel kit de « suspension Grégoire », composé de trois ressorts par roue, adaptable à la Renault 4CV, véhicule produit dès 1947.
Par la suite, ces travaux ont donné naissance à la « suspension aérostable », montée en série à partir de 1959 sur la Renault Ondine.

## Lois mathématiques
La loi de Hooke établit que pour un ressort idéal, la force appliquée par le ressort est égale à l’étirement ou à la compression du ressort multiplié par la constante de rappel du ressort.
La relation mathématique de la loi de Hooke est :
Frappel=−k×△x
où
Frappel représente la force de rappel (N)
k représente la constante de rappel (N/m)
△x représente la déformation ou la compression du ressort (ou de l'élastique) (m). Elle se calcule en effectuant la différence entre la position finale et la position initiale (△x=xf−xi). 

## Applications pratiques
Structure des véhicules et principaux composants des systèmes de suspension, ressort hélicoïdal à flexibilité variable entre autres dispositifs 

## Types d'amortisseurs et types de systèmes de suspension
Il existe plusieurs types d'amortisseurs :
- L'amortisseur hydraulique à ressort, le plus courant ;
- L'amortisseur hydropneumatique ;
- L'amortisseur pneumatique, qui sert notamment pour les camions et véhicules de transport ;
- L'amortisseur à inertie, qu'on retrouve par exemple sur la fameuse 2CV ;

Les quatre principaux types de suspensions
- indépendante
- dépendante
- semi-indépendante et pneumatique

Présentent chacun des avantages et des applications. Le choix du système de suspension dépend de facteurs tels que le type de véhicule, l'utilisation prévue et les caractéristiques de performance souhaitées.